# Julidochromis
Julidochromis – rodzaj słodkowodnych ryb okoniokształtnych z rodziny pielęgnicowatych (Cichlidae).

## Występowanie
Gatunki endemiczne jeziora Tanganika w Afryce. Zasiedlają strefę litoralu skalnego.
W akwarystyce zaliczane są do grupy naskalników z powodu charakterystycznego poruszania się brzuchem skierowanym do powierzchni skalnej bez względu na kierunek ruchu.

## Klasyfikacja
Gatunki zaliczane do tego rodzaju:
- Julidochromis dickfeldi Staeck, 1975 – naskalnik Dickfelda [potrzebny przypis]
- Julidochromis marksmithi Burgess, 2014
- Julidochromis marlieri Poll, 1956 – naskalnik Marliera[potrzebny przypis]
- Julidochromis ornatus Boulenger, 1898 – naskalnik kędzierzawy[3]
- Julidochromis regani Poll, 1942 – naskalnik Regana[4]
- Julidochromis transcriptus Matthes, 1958 – naskalnik wężogłowy[potrzebny przypis]

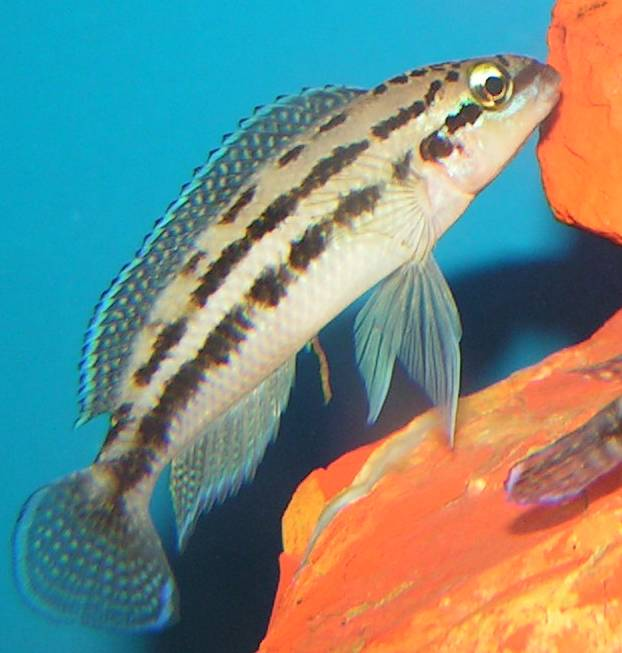
Julidochromis dickfeldi
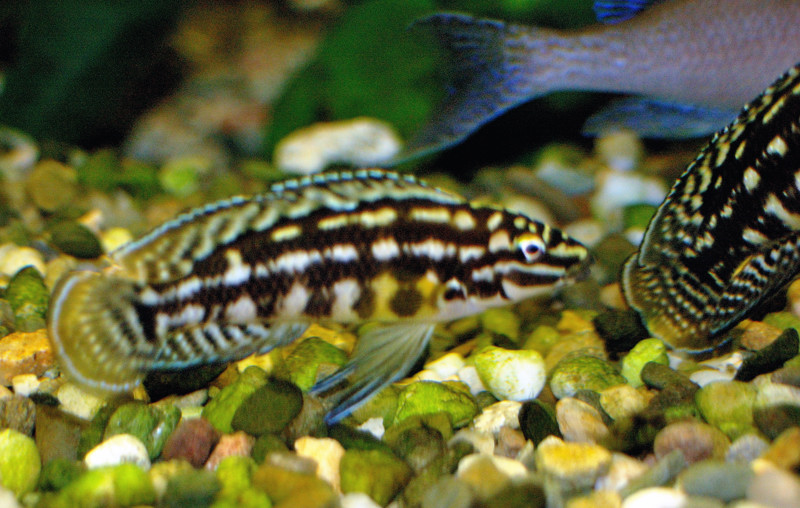
Julidochromis marlieri
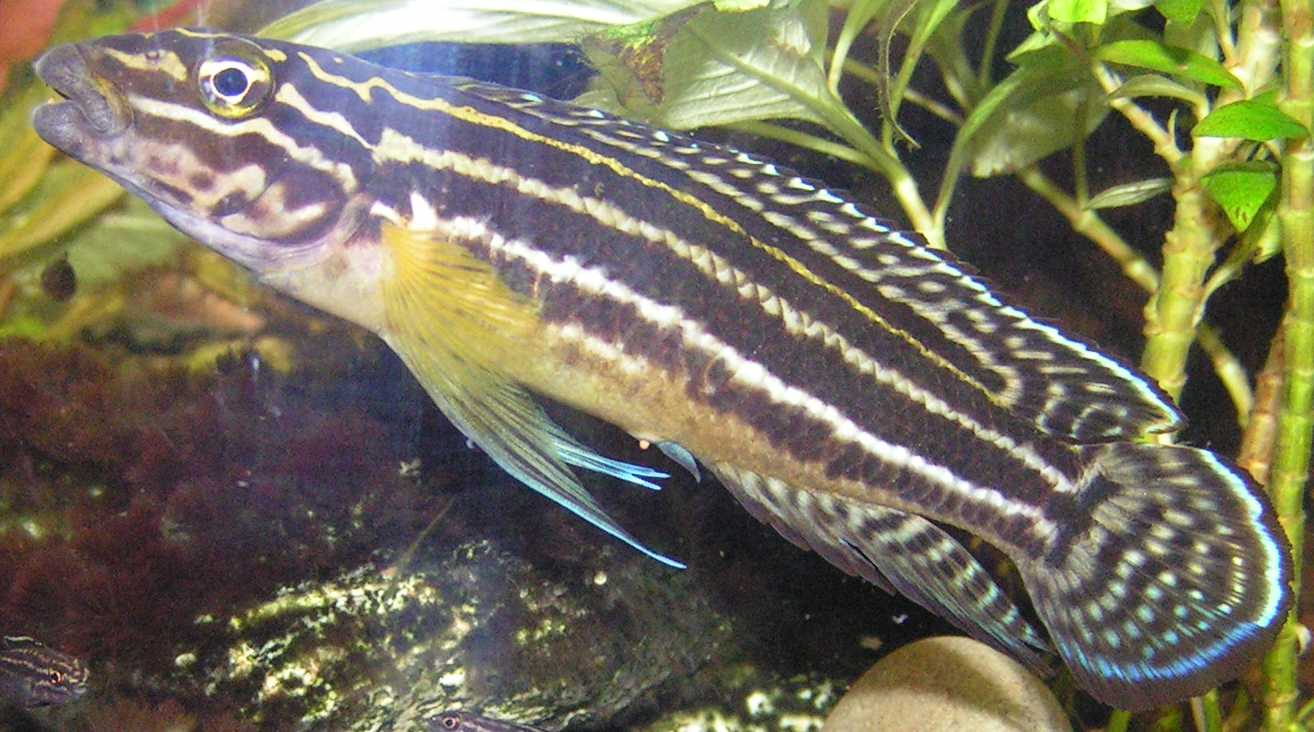
Julidochromis regani